# アトノオト
『アトノオト』は、秀吉の4枚目のオリジナルミニアルバム。2015年8月12日にsirosiba record.からリリースされた。

## 概要
秀吉にとっての4枚目となるオリジナルミニアルバム。結成直後のCD-R作品「秀吉」の収録曲や、2007年に自主制作でリリースした「アワイオト」の収録曲を含む全7曲。
前作のフルアルバム「テルハノイバラ」より8ヶ月、ミニアルバムとしては4年振りのリリースである。
『アトノオト』というタイトルについて正式には語られていないが、自ら書いたジャケットの絵について柿澤は、自身のTwitterにて「これ表1のつもりで書いたやつでなく、ぜんぶ書き終えたあとに ふらっと書いた これが採用されまして、お、うん、すごくいいなって思ったんですよ！ アトノオト、後の音、だったり、跡の音、だったりっていうのが、、表れてる気がして」と語っている。
2007年発表の自主制作「アワイオト。」にかけているとも思われる。
アルバムアートワークは柿澤秀吉によるものである。柿澤がアートワークを手がけるのは「くだらないうた」より実に4年ぶりである。

## エピソード
- 限定店舗での購入特典として、「テルハノイバラリリースツアーファイナル!!!」のライブ映像+αが収録されたDVD-Rがプレゼントされた。（+αはメンバー3人によるコメント動画）
- 本作のアートワークを担当した柿澤が、ツアーグッズのデザインも手がけている[3]。
- 自身の作品と発売日が重なり、本作を購入したback numberの清水依与吏が柿澤に連絡し、久しぶりにお互いの作品を褒めあったというエピソードがある[4]。

## 収録曲
（全作詞・作曲：柿澤秀吉、編曲：秀吉）
1. 夏のあと [4:00]
本作のリードトラック。
MVが存在する。
2. 雨音フィルム [4:35]
2007年の自主制作盤「アワイオト。」収録曲。再構築して収録。
3. ひらり [4:37]
「アワイオト。」収録曲。再構築して収録。
4. 放課後 [4:32]
結成直後のCD-R作品「秀吉」収録曲。再構築して収録。
5. 淡い夜 [4:28]
「秀吉」「アワイオト。」収録曲。再構築して収録。
6. レモンの飴 [6:52]
「アワイオト。」収録曲。再構築して収録。
7. アトノオト (inst.) [2:40]
作品としては初のインストゥルメンタル曲。